# Bắc huyền sâm
Scrophularia buergeriana là một loài thực vật có hoa trong họ Huyền sâm. Loài này được Miq. miêu tả khoa học đầu tiên năm 1865.